# Adrone

Gli adroni hanno sempre carica di colore totale nulla

Un adrone (dal greco ἁδρόν hadrón: "pieno", "copioso", "grosso") è una particella subatomica composta da quark o da quark e antiquark, legati dalla forza nucleare forte. La famiglia degli adroni è suddivisa in due sottogruppi:
- I barioni, formati da un numero dispari di quark (almeno 3), come il protone e il neutrone;
- I mesoni, formati da un numero pari di quark e antiquark (solitamente una coppia), come il pione e il kaone.

Come per tutte le particelle, il numero quantico di un adrone segue il gruppo di Poincaré:
{\displaystyle J^{PC}(m)}
dove {\displaystyle J} è lo spin, {\displaystyle P} la parità, {\displaystyle C} la coniugazione di carica e {\displaystyle m} la massa. Inoltre gli adroni possono avere sapore, come ad esempio l'isospin (o parità {\displaystyle G}) o stranezza.
La branca della fisica subnucleare che si occupa dello studio degli adroni è detta fisica adronica.

## Barioni
I barioni sono adroni contenenti un numero dispari di quark di valenza. I barioni più conosciuti, il protone e il neutrone, hanno tre quark, ma è stata dimostrata l'esistenza di barioni esotici come i pentaquark (con cinque quark, di cui tre di colori diversi e una coppia quark-antiquark). Poiché i barioni hanno un numero dispari di quark, hanno spin semintero e di conseguenza sono fermioni. Essendo il numero barionico dei quark {\displaystyle B={\frac {1}{3}}}, i barioni hanno numero barionico {\displaystyle B=1}.
Ogni barione ha una corrispondente antiparticella nella quale i quark sono sostituiti dai corrispondenti antiquark. Per esempio, come il protone è composto da due quark up e un quark down, l'antiprotone è composto di due antiquark up e un antiquark down.
Dal 2015 sono noti due pentaquark, P+c(4380) e P+c(4450), entrambi scoperti dalla collaborazione del LHCb.

## Mesoni
I mesoni sono adroni contenenti un numero pari di quark e antiquark di valenza. I mesoni più conosciuti sono i pioni e i kaoni, composti da una coppia di quark-antiquark e comunemente prodotti in esperimenti di fisica delle particelle. I pioni hanno anche un ruolo nel tenere insieme i nuclei per mezzo della forza forte residua. Potrebbero essere stati scoperti mesoni esotici come i tetraquark (4 quark) e gli esaquark (6 quark, composti o da un dibarione o tre coppie di quark-antiquark). Potrebbero esistere a livello teorico molti altri tipi ipotetici di mesoni esotici, ma non entrano nella classificazione del modello a quark; tra questi i glueball e i mesoni ibridi (mesoni legati da gluoni eccitati).
Poiché i mesoni hanno un numero pari di quark, hanno spin intero e sono bosoni. Hanno numero barionico B = 1⁄3 − 1⁄3 = 0.